# Tadehagi rodgeri
Tadehagi rodgeri är en ärtväxtart som först beskrevs av Anton Karl Schindler, och fick sitt nu gällande namn av Hiroyoshi Ohashi. Tadehagi rodgeri ingår i släktet Tadehagi och familjen ärtväxter. IUCN kategoriserar arten globalt som livskraftig. Inga underarter finns listade i Catalogue of Life.